# Гасми, Муниа
Муниа Гасми (фр. Mounia Gasmi; род. 2 мая 1990, Батна)― алжирская легкоатлетка-паралимпиец. Серебряный призёр Паралимпиад 2012 и 2016 годов. Бронзовый призёр летних Паралимпийских игр 2020 в Токио.

## Биография
Родилась 2 мая 1990 года в городе Батна, Алжир. Страдает церебральным параличом.
Выступает в соревнованиях по метанию по классификации F32.
Муниа Гасми представляла свою страну на 2012 летних Паралимпийских играх в Лондоне, участвовала в соревнованиях в дисциплинах  F32-34 и F31/ 32/51 (метание клюшки или ядра). Она финишировала седьмой в толкании ядра. В метании клюшки она завоевала серебряную медаль с результатом 22,51 метра.
Помимо успеха на паралимпийских играх, Гасми кприняла участие в четырех последовательных чемпионата мира IPC, выиграв одну золотую и три серебряных медали, две серебряные медали в толкании ядра и золото и серебро в метании клюшки. Ее бросок на дистанцию 25,07 метра на чемпионате мира по паралимпийской легкой атлетике в Лондоне в 2017 году принесла Муниа Гасми первый титул чемпионки мира.
Гасми выиграла бронзовую медаль в женском броске с клюшкой F32 на летних Паралимпийских играх 2020 года, проходивших в Токио, Япония.